# Чо Кюхён
Чо Кюхён (кор. 조규현; род. 3 февраля 1988 года) — южнокорейский певец и актёр мюзиклов. Наиболее известен как участник бойбенда Super Junior (а также его подгрупп Super Junior-K.R.Y. и Super Junior-M) и как бывший участник проекта SM the Ballad. Является одним из четырёх корейских артистов, изображённых на китайских почтовых марках.

## Ранняя жизнь
Кюхён родился 3 февраля 1988 года в Новонгу, северной части Сеула. Его отец Чо Ёнхван работал в компании Korean Housing Corporation, занимающейся строительством, управлением и обновлением жилищной собственности до того, как не открыл несколько образовательных институтов в Корее. Его мать, Ким Ханна, занималась бизнесом, в частности, она открыла Академию искусств и Гостевой дом на улице Мёндон. У Кюхёна также есть старшая сестра Ара, которая обучалась игре на виолончели в Вене.
Первоначально родители Кюхёна настаивали на том, чтобы он стал юристом, и позже он признался, что это был его выбор будущей карьеры, если он не станет певцом. Его планы прервались в тот момент, когда в старшей школе он присоединился к музыкальной группе. В 2005 году он занял третье место в конкурсе Chin Chin Singing Competition и на следующий год присоединился к S.M. Entertainment. Кюхён столкнулся с сильным протестом отца, но позже согласился дать благословение только в том случае, если он поступит в престижный университет. Чо поступил в частный университет Кёнхи, и в 2013 году получил степень бакалавра по направлению «Постмодернизм в музыке». Затем он был зарегистрирован на получение степени магистра в том же университете.

## Карьера

### 2006-09: Дебют с Super Junior, Super Junior-K.R.Y и Super Junior-M
Официально Кюхён дебютировал в составе Super Junior в 2006 году, на тот момент у группы уже был выпущен сингл «TWINS (Knock Out)» как Super Junior 05 (первое поколение Super Junior).
В марте 2006 года S.M. Entertainment начали привлекать новых участников для следующего поколения Super Junior, но после добавления Кюхёна компания отказалась от идеи постоянной смены состава и Super Junior 05 официально стали Super Junior. Первое появление Кюхёна в составе группы состоялось 23 мая в трансляции выпуска новостей, где был представлен новый сингл «U». 27 мая состоялось первое выступление на I-Concert, это также был первый камбэк Super Junior как постоянной группы. Сингл «U» был выпущен 7 июня, и удерживал статус самого успешного в карьере Super Junior до выхода «Sorry, Sorry» в 2009 году.
Через некоторое время после дебюта Кюхён, Йесон и Рёук были объединены в первую саб-группу Super Junior — Super Junior-K.R.Y. Дебют состоялся 5 ноября на Music Bank. Он также записал трек «Smile» для дорамы «Гиена» телеканала tvN.
В 2008 году Чо присоединился к подгруппе Super Junior-M, продвигавшейся на китайском музыкальном рынке. Дебют в Китае состоялся на восьмой церемонии награждения Annual Music Chart Awards с выходом первого клипа на сингл «U» 8 апреля. Первый альбом Me был выпущен в определённых провинциях Китая и Тайваня. Ранее в том же году Кюхён принимал участие в записи альбома The Grace. Позже вместе с Рёуком он участвовал в альбоме TVXQ Mirotic для трека «Wish».
В 2009 году Кюхён исполнил ремейк композиции «7 Years of Love (7년간의 사랑)» Ю Ёнсока для его трибьют-альбома. Впервые песня была представлена на программе «Записки Ю Хёиля». 30 июня песню выпустили в качестве цифрового сингла, все деньги с продаж были направлены в ЮНИСЕФ. 20 августа вместе с Донхэ и актрисой Хан Джимин снялся в рекламном ролике «Happy Bubble» компании Happy Bath.

### 2010-13: SM The Ballad и сольная деятельность

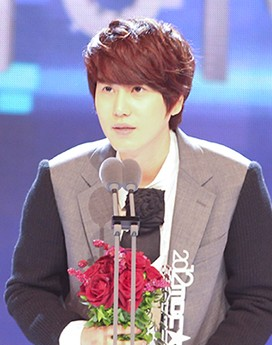
Кюхён на MBC Entertainment Awards, декабрь 2012 года

6 января 2010 года Кюхён выпустил сольный трек «Listen To You» для дорамы «Паста». Песня стала № 1 в чартах реального времени. 5 августа был выпущен ещё один сольный сингл «Hope, a dream that never sleeps (희망은 잠들지 않는 꿈)» для дорамы «Король выпечки Ким Тхак-ку». В ноябре вместе с Джеем из TRAX, Ким Джонхёном из SHINee и дебютировавшим певцом Джино сформировал группу SM The Ballad. Несмотря на то, что проект был описан как вокальный юнит S.M., они продвигались вместе лишь той зимой. Дебютный альбом был выпущен 29 ноября, за день до выпуска состоялся дебют на Inkigayo. В 2014 году Кюхён, Джей и Джино покинули группу, и Джонхён остался там единственным участником от первоначального состава.
С 15 декабря до середины 2011 года Кюхён принимал участие в мюзикле «Три мушкетёра». В 2011 он также объединился с одногруппником Шивоном для записи песни «The Way to Break Up» к дораме «Посейдон». Композитором стал Юн Чон Шин, он же включил композицию в свой проект-альбом. Месяцем позже Кюхён спел «Late Autumn» для ежемесячного проекта Юна. Он также появился в шоу «Бессмертная песня 2», заменив Йесона, и выиграл два раунда. Был одним из четырёх ведущих ток-шоу «Взгляд Super Junior», в сентябре заменил Хичоля и стал ведущим «Звезда Радио». Участвовал в одном из эпизодов шоу «Мы поженились», где поддержал Итука и его партнершу Кан Сору.
В 2012 году сыграл роль Фрэнка Абигнейла в мюзикле «Поймай меня, если сможешь», выступления с которым состоялись с 28 марта по 10 июня. С декабря по февраль 2013 года он принял участие в перезапуске этого же мюзикла; с марта по апрель 2013 участвовал в перезапуске «Трёх мушкетёров». В мае заменил Минхо в качестве ведущего шоу «Мама Миа». В июне вместе с Тэмином принял участие в записи сингла Генри «Trap».
В августе 2013 года Кюхён получил степень бакалавра в университете Кёнхи, в следующем месяце был оформлен на получение степени магистра. Журналисты назвали его и Ким Ёнчжи «необычным примером артистов, которые серьёзно относятся к работе в академии», на что Кюхён ответил: «Я упорно работал, чтобы поступить, и я очень признателен».

### 2014—2015: Сольный дебют и первые концерты

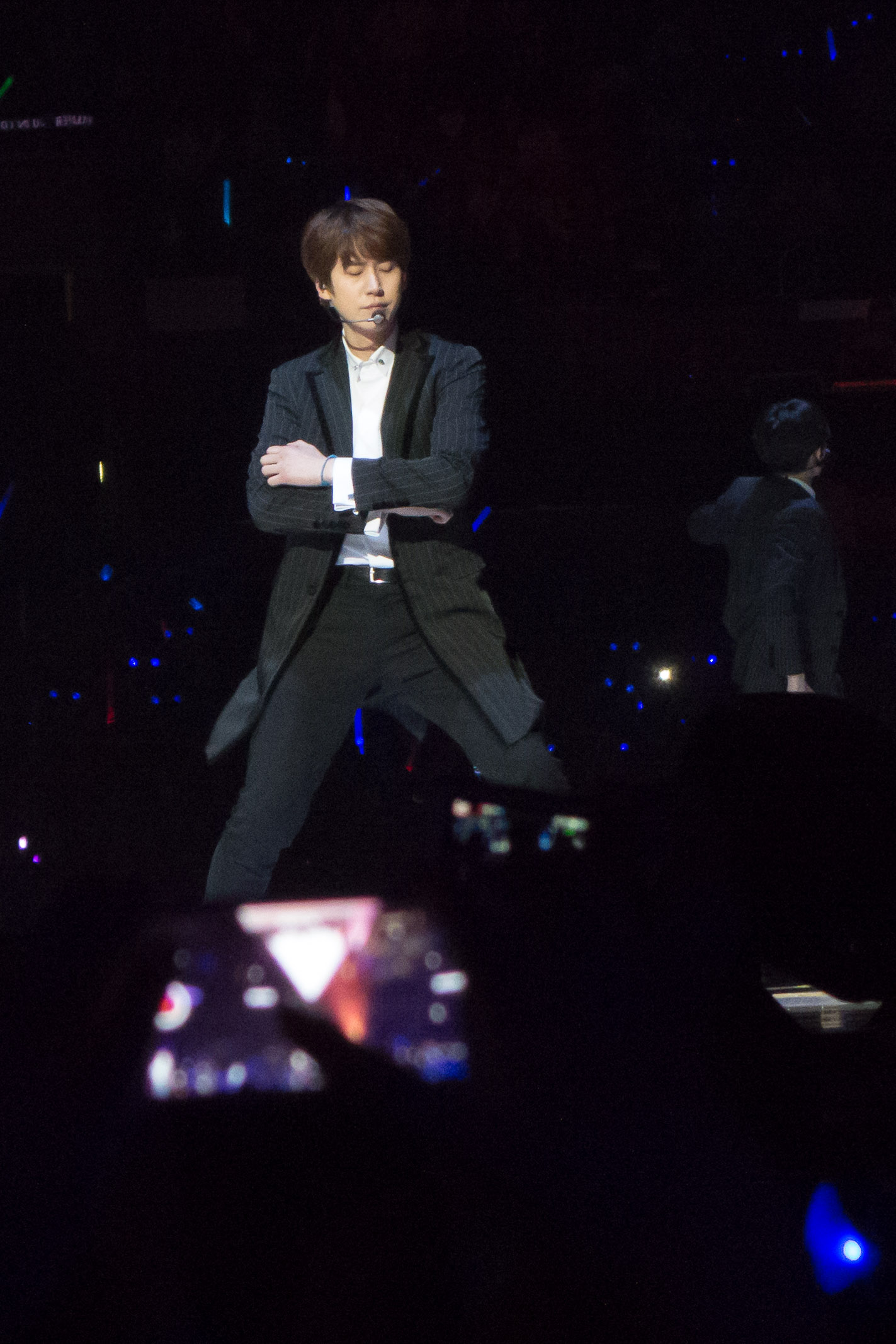
Кюхён на KCON в Лос-Анджелесе, август 2015 года

С 18 января по 23 февраля 2014 года Кюхён сыграл в мюзикле «Солнце в объятиях Луны» вместе с Сохён из Girls’ Generation. В мае было анонсировано участие в мюзикле «Поющие под дождём», где Кюхён исполнил роль Дона Локвуда, его партнёром стала Санни. Спектакли прошли с 5 по 22 июня. В августе состоялось возвращение Кюхёна в составе Super Junior с их седьмым студийным альбомом Mamacita. Позже в том же месяце Чо получил роль в своём пятом по счёту мюзикле «Дни». Спектакли состоялись с 21 октября 2014 до января 2015 года.
13 ноября 2014 года Кюхён выпустил свой дебютный мини-альбом At Gwanghwamun, став первым участником Super Junior, дебютировавшим сольно. 14 ноября состоялось выступление на Music Bank. Всего через 12 часов после релиза сингл «At Gwanghwamun» заработал статус «all-kill», став № 1 во всех девяти цифровых чартах. Остальные песни с альбома также попали в топ-10 на большинстве сайтов. В декабре стало известно об участии в мюзикле «Робин Гуд»; спектакли начались в январе 2015 года.

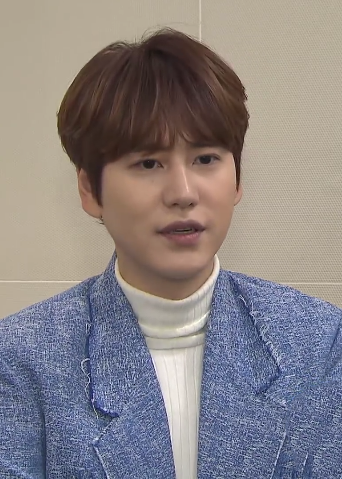
Кюхён в ноябре 2016 года

В начале 2015 года Кюхён стал участником реалити-шоу «Захватывающая Индия» вместе с Чанмином из TVXQ, Минхо из SHINee, Джонхёном из CNBLUE, Сонгю из Infinite и Сухо из EXO. Съёмки прошли в феврале в Мумбаях, показ первого эпизода состоялся 10 апреля. 7 апреля состоялся релиз песни «She Is Coming», записанной вместе с Ли Мун Сае.
14 октября Кюхён выпустил второй мини-альбом Fall, Once Again. 3 ноября был выпущен второй сингл «The Day We Felt The Distance». В ноябре он также провёл первые сольные концерты And It’s Fall Again в SMTOWN’s Coex Artium, билеты были распроданы за 46 секунд. С ноября 2015 по январь 2016 года Кюхён принял участие в мюзикле «Вертер» и записал саундтреки к нему.

### 2016—2017: Деятельность в Японии и служба в армии
С 11 апреля по 5 июня 2016 года Кюхён провёл свой первый японский тур Super Junior Kyuhyun Japan Tour 2016 ~Knick Knack~. 25 мая он выпустил дебютный японский сингл «Celebration ~Bridge to You~».
22 августа S.M. Entertainment выпустили заявление, в котором говорилось о временном перерыве деятельности Кюхёна из-за проблем с голосовыми связками. Он перенёс несколько операций и приостановил расписание, в том числе участие в мюзикле «Моцарт» и запись шоу «Звезда Радио». В конце октября он вновь провёл серию концертов Autumn Memories: Story of a Novelist; релиз третьего мини-альбома Waiting, Still состоялся 10 ноября. Первый сингл «Blah Blah» был спродюсирован Юн Чжон Сином, а «Still» — популярным балладным исполнителем Сон Шикёном.
12 декабря был анонсирован первый японский альбом One Voice и второй японский тур Super Junior-Kyuhyun Japan Tour 2017 ~One Voice~. Альбом был выпущен 8 февраля 2017 года. Тур стартовал 18 января и продолжился до 5 марта.
25 мая 2017 года Кюхён начал свою обязательную военную службу. Он прошёл четырёхнедельную подготовку в тренировочном армейском центре Нонсан, а затем приступил к службе в качестве общественного работника. Его позиция ведущего «Звезды Радио» будет заменена на время его перерыва.

### 2019 — настоящее время: Возвращение из армии
7 мая 2019 года завершил свою службу в армии. Кюхён провёл фан-встречу, 19 мая в зале мира в Университете Кён Хи. Он отказался вернуться в качестве MC на «Radio Star». Он будет частью альбома с полным составом Super Junior во второй половине 2019 года.
14 мая, Кюхён выпустил свой первый сингл «Time with You». Он также выпустил новый мини-альбом, The Day We Meet Again, с ведущим синглом «Aewol-ri», 20 мая.
В июне 2020 года Кюхён вместе со своими коллегами по Super Junior K.R.Y выпустили свой первый корейский мини-альбом с момента их дебюта в 2006 году под названием When We Were Us (푸르게 빛나던 우리의 계절). Затем 23 июля Кюхён выпустил видеоклип на свой сингл «Dreaming» как первую часть своей серии Project: 季. Согласно концепции этого сериала, Кюхён планирует выпускать по синглу для каждого сезона в течение года.

## Личная жизнь

### Авария
Ранним утром 19 апреля 2007 года Кюхён вместе с Итуком, Шиндоном, Ынхёком и двумя менеджерами были срочно госпитализированы в больницу из-за серьёзной аварии, произошедшей после возвращения со съёмок шоу «Super Junior Kiss the Radio». Согласно сообщениям, передняя левая шина лопнула, в результате чего фургон врезался в ограждение и перевернулся на правый бок. Кюхён, сидевший за сидением водителя, пострадал больше всего: у него были многочисленные травмы, включая перелом бедра, сломанные рёбра, царапины на лице и синяки. В результате у него развился пневмоторакс от сломанного ребра, пронзившего лёгкое, и на протяжении четырёх дней Кюхен пребывал в состоянии комы.
Лечащий врач Кюхёна сказал, что для того, чтобы восстановить лёгкие, потребуется трахеостомия, что означало конец его певческой карьере. Отец Кюхёна, который однажды был категорически против его карьеры, немедленно заступился за сына и заявил, что «он лучше умрёт, чем у него не будет возможности петь». Он умолял доктора найти другой способ. Несмотря на это врач сказал, что «даже с операцией шансы на жизнь равны двадцати процентам». После ожесточенных споров хирург Ван Ёнпиль предложил альтернативный вариант операции.
Кюхён провел шесть дней в отделении реанимации и интенсивной терапии перед тем, как его перевели в обычную палату. После перевода он больше не нуждался в респираторной машине, но он не мог самостоятельно ходить ещё месяц после аварии. Он был выписан 5 июля, через 78 дней.

### Операция на голосовые связки
23 августа 2016 года Кюхён перенёс операцию на голосовые связки из-за появления на них наростов. В течение двух недель он приостановил свою деятельность.

### Служба в армии
25 мая 2017 года Кюхён начал свою обязательную военную службу. Он прошел обучение в учебном центре Армии Нонсан в течение четырех недель, прежде чем выполнить свой воинский долг в качестве работника социальной службы. Его позиция в качестве MC на Radio Star MBC остается заполненной, пока он находится на перерыве. Кюхюн является последним участником Super Junior, который начал военную службу. Кюхён завершил службу 7 мая 2019 года.

## Дискография

### Корейские альбомы
- At Gwanghwamun (2014)
- Fall, Once Again (2015)
- Waiting, Still (2016)
- Love Story (4 Season Project 季)

### Японские альбомы
- One Voice (2017)

## Фильмография

### Мюзиклы
| Год             | Название                  | Роль                    | Примечание          |
| --------------- | ------------------------- | ----------------------- | ------------------- |
| 2010-2011, 2013 | Три мушкетёра             | Д’Артаньян              | Главная роль        |
| 2012, 2013      | Поймай меня, если сможешь | Фрэнк Абигнейл          | Главная роль        |
| 2014            | Солнце в объятиях Луны    | Король Ли Хвон          | Главная роль        |
| 2014            | Поющие под дождём         | Дон Локвуд              | Главная роль        |
| 2014            | Дни                       | Муён                    | Вторая главная роль |
| 2015            | Робин Гуд                 | Принц Филипп            | Вторая главная роль |
| 2015            | Вертер                    | Вертер                  | Главная роль        |
| 2016            | Моцарт                    | Вольфганг Амадей Моцарт | Главная роль        |

### Фильмы и сериалы
| Год  | Название картины                                                  | Роль          | Примечание   |
| ---- | ----------------------------------------------------------------- | ------------- | ------------ |
| 2016 | Бон-сун – влюблённый киборг(Saranghamyeon jukneun yeoja Bongsuni) | Kim Joo-seong | главная роль |

## Концерты и туры
Южная Корея
- <The Agit> Kyuhyun And It’s Fall Again (2015)
- Autumn-like Memory: The story of a Novelist (2016)

Япония
- Super Junior Kyuhyun Japan Tour 2016 ~Knick Knack~ (2016)
- Super Junior Kyuhyun Japan Tour 2017 ~One Voice~ (2017)

## Награды и номинации

### Южная Корея

#### MBC Entertainment Awards
| Год  | Номинация                                                   | Что номинировано            | Результат |
| ---- | ----------------------------------------------------------- | --------------------------- | --------- |
| 2011 | Специальная награда (категория МС)                          | Golden Fishery — Radio Star | Победа    |
| 2012 | Лучший новичок                                              | Golden Fishery — Radio Star | Победа    |
| 2012 | Награда за дружбу                                           | Golden Fishery — Radio Star | Победа    |
| 2012 | Развлекательная программа года                              | Golden Fishery — Radio Star | Победа    |
| 2014 | Награда за особые заслуги — Департамент музыкальных ток-шоу | Golden Fishery — Radio Star | Победа    |

#### SBS MTV Best of the Best
| Год  | Номинация              | Что номинировано | Результат |
| ---- | ---------------------- | ---------------- | --------- |
| 2014 | Лучшее вокальное видео | Кюхён            | Победа    |

#### Seoul Music Awards
| Год  | Номинация                     | Что номинировано | Результат |
| ---- | ----------------------------- | ---------------- | --------- |
| 2015 | Награда Бонсан                | At Gwanghwamun   | Номинация |
| 2015 | High1/Mobile Popularity Award | Кюхён            | Номинация |
| 2015 | Специальная награда Халлю     | Кюхён            | Номинация |

#### Mnet Asian Music Awards
| Год  | Номинация                              | Что номинировано | Результат |
| ---- | -------------------------------------- | ---------------- | --------- |
| 2015 | Артист Года                            | Кюхён            | Номинация |
| 2015 | Лучший мужской артист                  | Кюхён            | Номинация |
| 2015 | Лучшее мужское вокальное представление | At Gwanghwamun   | Номинация |
| 2015 | Песня Года                             | At Gwanghwamun   | Номинация |

#### Golden Disk Awards
| Год  | Номинация       | Что номинировано | Результат |
| ---- | --------------- | ---------------- | --------- |
| 2016 | Диск Бонсан     | At Gwanghwamun   | Номинация |
| 2016 | Цифровой Бонсан | At Gwanghwamun   | Победа    |

#### The Musical Awards
| Год  | Номинация               | Что номинировано | Результат |
| ---- | ----------------------- | ---------------- | --------- |
| 2013 | Награда за популярность | Три мушкетёра    | Победа    |

#### Golden Ticket Awards
| Год  | Номинация                  | Что номинировано | Результат |
| ---- | -------------------------- | ---------------- | --------- |
| 2011 | Восходящая звезда мюзиклов | Три мушкетёра    | Победа    |

### Международные

#### Huading Awards
| Год  | Номинация                  | Что номинировано | Результат |
| ---- | -------------------------- | ---------------- | --------- |
| 2016 | Лучший международный певец | Кюхён            | Победа    |

### Музыкальные шоу

#### M! Countdown
| Год  | Дата      | Песня            |
| ---- | --------- | ---------------- |
| 2014 | 20 ноября | «At Gwanghwamun» |
| 2014 | 27 ноября | «At Gwanghwamun» |

#### Music Bank
| Год  | Дата      | Песня            |
| ---- | --------- | ---------------- |
| 2014 | 21 ноября | «At Gwanghwamun» |

#### Show! Music Core
| Год  | Дата      | Песня            |
| ---- | --------- | ---------------- |
| 2014 | 22 ноября | «At Gwanghwamun» |

#### Show Champion
| Год  | Дата      | Песня            |
| ---- | --------- | ---------------- |
| 2014 | 26 ноября | «At Gwanghwamun» |